# Vivian Scheinsohn
Vivian Gabriela Scheinsohn es una arqueóloga argentina que trabaja en la Patagonia.

## Estudios
Es licenciada en Ciencias Antropológicas, habiendo estudiado en la Facultad de Filosofía y Letras de la Universidad de Buenos Aires. Se doctoró en Filosofía y Letras por la misma universidad en el año 1998, presentando una tesis sobre la explotación de materias primas óseas en la Isla Grande de Tierra del Fuego
Actualmente es investigadora independiente del Consejo Nacional de Investigaciones Científicas y Técnicas (CONICET) con sede en el Instituto Nacional de Antropología y Pensamiento Latinoamericano.

## Carrera profesional
Sus investigaciones en la actualidad se centran en las provincias de Chubut y Río Negro, sobre temas relacionados con la arqueología y la ecología de paisaje.
Es miembro asociado de Sigma Xi, The Scientific Research Society desde 2004; miembro fundador de la Asociación de Arqueólogos Profesionales de la República Argentina; miembro de la Society for American Archaeology desde 2005, y miembro de International Council for Archaeozoology (ICAZ) desde 2006.
Ha publicado numerosos artículos en revistas de Argentina, como Relaciones de la Sociedad Argentina de Antropología y Arqueología, y del extranjero, como Journal of Archeological Science, Annual Reviews of Anthropology, Antiquity, Geofocus, etc.